# Andy Anderson
Andy Anderson, nome artístico de Clifford Leon Anderson (West Ham, 30 de janeiro de 1951 - 26 de fevereiro de 2019), foi um músico britânico, mais conhecido por sua passagem como baterista da banda The Cure.
Esteve na banda The Cure entre 1983 e 1984 participando nos álbuns, The Top, Japanese Whispers e Concert. Neste período, também tocou com o supergrupo The Glove, formado por Robert Smith e Steven Severin. Foi despedido em plena turnê de 1984 no Japão após os desacatos que provocou num hotel em Tóquio. Além do Cure, Andy trabalhou com vários outros nomes importantes como Nik Turner, Steve Hillage, Iggy Pop, Glen Matlock, Mike Oldfield, entre outros.
Anderson foi diagnosticado com câncer terminal em fevereiro de 2019 e morreu em 26 de fevereiro de 2019, aos 68 anos.

## Discografia parcial
Nik Turner's Sphynx
- Xitintoday (1978)

Steve Hillage
- Live Herald (1979)
- Open (1979)

The Glove
- Blue Sunshine (1983)

The Cure
- Japanese Whispers (1983)
- The Top (1984)
- Concert (1984)
- The Cure Live In Japan (1984)
- Standing on a Beach (1986)
- Greatest Hits (2001)